# 冬の嵐

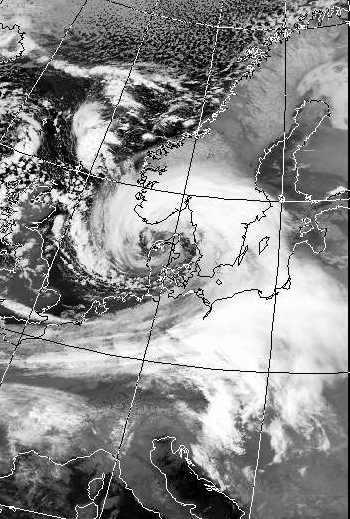
ヨーロッパを襲った冬の嵐の雲画像、1999年12月。

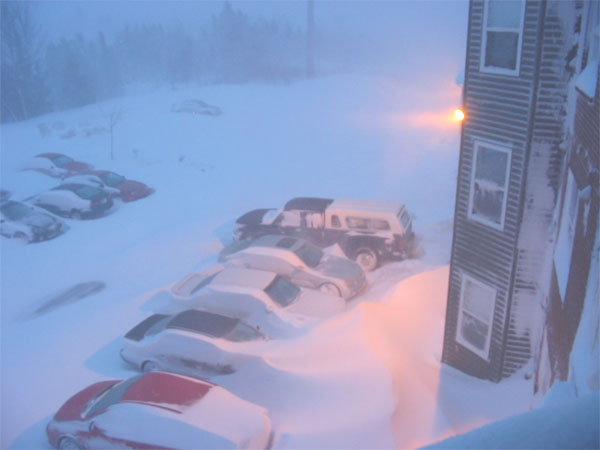
冬の嵐、2007年4月、カナダ・ハリファックスにて

冬の嵐（ふゆのあらし、英語: winter storm）とは、冬季に強い低気圧などによってもたらされる、大雪、地吹雪、低温などの荒天（嵐）のこと。熱帯を除く地球上の多くの地域で見られる。

## 概要
寒帯、亜寒帯、温帯、高緯度の乾燥帯では、地域により冬の長さは違うが、冬特有の嵐が訪れることがある。また、熱帯でもまれに冬特有の嵐が訪れる。
冬の嵐の特徴は、大量にあるいは長期間雪を降らせたり、霙や冷たい雨、雨氷などを降らせたりすること、風が強くなり、海では高波、海岸の低地では高潮、積雪のある地域では地吹雪がみられること、気温が低い上、強風や雪などにより体感温度が非常に低いことなどが挙げられる。
冬は、上空の高い高度や大陸・極地付近に冷たい乾燥した空気が存在する一方で、海は熱をもち陸地の地表付近は日光で暖められるためこれらの地域には暖かい空気、特に海などでは暖かく湿った空気が存在する。こういった性質の異なる空気が接近・衝突すると、雲が発生して雨を降らせ、気流の循環が発生して、やがて低気圧が発生し発達していく。低気圧は前線を伴い、前線付近では雨雪や風が強い。
冬になると、嵐が訪れる回数や強さが増す地域が多い。冬に嵐が多い理由は、大気の中で空気の温度差が大きいこと、ジェット気流などの低気圧を動かす大気循環が早く風が強いことなどが挙げられる。

## 世界各地の「冬の嵐」

### 北アメリカ東部〜ヨーロッパ
冬になると、メキシコ湾や北アメリカで低気圧が盛んに発生し、それが大西洋を北東に移動しながら発達、やがてヨーロッパに到達して弱まるという気象パターンが多く発生する。低気圧の常襲地域となるカナダの大西洋岸、大西洋北部、グリーンランド、アイスランド、北欧などでは、低気圧によって頻繁に嵐に見舞われる。また、その他の地域でも低気圧の進路しだいで嵐となる。低気圧の常襲により、アイスランド付近は冬の間ずっと気圧が低い状態となるため、アイスランド低気圧と呼ばれている。これはこの地域の冬の嵐の強さを示す指標の1つであり、北大西洋振動（NAO）の基準気圧の1つでもある。また、ドイツとオランダ周辺諸国の冬の嵐はオルカーン（Orkan）と呼ばれ、地域によっては雷雪を伴い、多くの被害をもたらすことが多い。

### 東アジア〜ロシア極東地域〜北アメリカ西部
冬になると、中国大陸や日本海、東シナ海付近で低気圧が盛んに発生し、それが日本、千島列島、アリューシャン列島付近を通過しながら発達、やがてアラスカに到達して弱まるという気象パターンが多発する。これらの地域では、頻繁に嵐に見舞われることになる。低気圧が急発達する日本付近でも、周期的に低気圧が通過してしばしば強い嵐に見舞われる。低気圧の常襲により、アリューシャン列島付近は冬の間ずっと気圧が低い状態となるため、アリューシャン低気圧と呼ばれている。

## 主な冬の嵐
以下に、有名な冬の嵐、顕著な災害をもたらした冬の嵐を挙げる。
- Grote Mandrenke - 1362年1月、北西ヨーロッパ。
- North Sea Flood of 1953 - 1953年1月、北西ヨーロッパ。
- North Sea flood of 1962 - 1962年1月、ドイツ。
- Burns' Day storm - 1990年1月、北西ヨーロッパ。
- Storm of the Century - 1993年3月、カナダ・アメリカ・キューバなど。
- Kyrill - 2007年1月、ヨーロッパ各国。